# ライヴ:ライト・ヒア、ライト・ナウ
『ライヴ:ライト・ヒア、ライト・ナウ』（Live: Right Here, Right Now）は、ヴァン・ヘイレンが1993年に発表したライブ・アルバム。バンドとしては初のライブ・アルバムとなる。

## 解説
アルバム『F@U#C%K』（1991年）に伴うツアーの模様を収録。収録曲の大半はサミー・ヘイガー加入後の楽曲で、「叶わぬ賭け」「パナマ」「ユー・リアリー・ガット・ミー」「ジャンプ」はデイヴィッド・リー・ロス在籍時の曲、「ワン・ウェイ・トゥ・ロック」「ギヴ・トゥ・リヴ」はサミー・ヘイガーのソロ・アルバムからの曲、「無法の世界」はザ・フー『フーズ・ネクスト』収録曲のカヴァー。「ウルトラ・ベース」はマイケル・アンソニーによるベース・ソロ。「316」はエドワード・ヴァン・ヘイレンによるギター・ソロで、表題曲の他「ミーン・ストリート」「大聖堂」「暗闇の爆撃」のフレーズも織り交ぜられている。
日本盤CDの初回盤(WPCP-5188-9)では、ライブ・テイク2曲を収録したボーナス・ディスクが追加された。アメリカでは、これらは「ジャンプ」のライブ・ヴァージョンがシングル・カットされた際、カップリングで発表された。

## 収録曲
特記なき楽曲はサミー・ヘイガー、エドワード・ヴァン・ヘイレン、マイケル・アンソニー、アレックス・ヴァン・ヘイレンの共作。

### ディスク1
1. パウンドケーキ - "Poundcake" - 5:28
  - 9thアルバム「F@U#C%K」（1991）1曲目
2. ジャッジメント・デイ - "Judgement Day" - 4:52
  - 9thアルバム「F@U#C%K」（1991）2曲目
3. ホエン・イッツ・ラヴ - "When It's Love" - 5:22
  - 8thアルバム「OU812」（1988）2曲目
4. スパンクト - "Spanked" - 5:08
  - 9thアルバム「F@U#C%K」（1991）3曲目
5. 叶わぬ賭け - "Ain't Talkin' 'Bout Love" (Michael Anthony, David Lee Roth, Edward Van Halen, Alex Van Halen) - 4:37
  - 1stアルバム「炎の導火線」（1978）4曲目
6. イン・アンド・アウト - "In 'n' Out" - 6:20
  - 9thアルバム「F@U#C%K」（1991）6曲目
7. ドリームス - "Dreams" - 4:49
  - 7thアルバム「5150」（1986）4曲目
8. マン・オン・ア・ミッション - "Man on a Mission" - 4:49
  - 9thアルバム「F@U#C%K」（1991）7曲目
9. ウルトラ・ベース - "Ultra Bass" - 5:15
10. プレジャー・ドーム/ドラム・ソロ - "Pleasure Dome/Drum Solo" - 9:38
  - 9thアルバム「F@U#C%K」（1991）5曲目
11. パナマ - "Panama" (M. Anthony, D. L. Roth, E. Van Halen, A. Van Halen) - 6:39
  - 6thアルバム「1984」（1984）3曲目
12. ラヴ・ウォークス・イン - "Love Walks In" - 5:14
  - 7thアルバム「5150」（1986）7曲目
13. ランアラウンド - "Runaround" - 5:21
  - 9thアルバム「F@U#C%K」（1991）4曲目

### ディスク2
1. ライト・ナウ - "Right Now" - 6:13
  - 9thアルバム「F@U#C%K」（1991）9曲目
2. ワン・ウェイ・トゥ・ロック - "One Way to Rock" (Sammy Hagar) - 4:58
3. ホワイ・キャント・ビー・ディス・ラヴ - "Why Can't This Be Love?" - 5:22
  - 7thアルバム「5150」（1986）2曲目
4. ギヴ・トゥ・リヴ - "Give to Live" (S. Hagar) -5:39
5. フィニッシュ・ホワット・ヤ・スターテッド - "Finish What Ya Started" - 5:50
  - 7thアルバム「OU812」（1988）7曲目
6. ベスト・オブ・ボース・ワールズ - "Best of Both Worlds" - 5:00
  - 7thアルバム「5150」（1986）6曲目
7. 316 - "316" – 11:37
  - 9thアルバム「F@U#C%K」（1991）10曲目※アルバム表記は「316」だが実際には「316」～Euption」
8. ユー・リアリー・ガット・ミー/カボ・ワボ - "You Really Got Me/Cabo Wabo" (Ray Davies/M. Anthony, S. Hagar, E. Van Halen, A. Van Halen) - 7:58
  - 1stアルバム「炎の導火線」3曲目
9. 無法の世界 - "Won't Get Fooled Again" (Pete Townshend) - 5:41
10. ジャンプ - "Jump" (M. Anthony, D. L. Roth, E. Van Halen, A. Van Halen) - 4:26
  - 6thアルバム「1984」（1984）2曲目
11. トップ・オブ・ザ・ワールド - "Top of the World" - 4:59
  - 9thアルバム「F@U#C%K」（1991）11曲目

### ボーナス・ディスク
1. イーグルス・フライ - "Eagles Fly" (S. Hagar) - 6:03
2. マイン・オール・マイン - "Mine All Mine" - 5:27
  - 7thアルバム「OU812」（1988）1曲目

## 参加ミュージシャン
- サミー・ヘイガー - ボーカル、ギター
- エドワード・ヴァン・ヘイレン - ギター、キーボード、バッキング・ボーカル
- マイケル・アンソニー - ベース、バッキング・ボーカル
- アレックス・ヴァン・ヘイレン - ドラムス、パーカッション